# Nemecká
Nemecká este o comună slovacă, aflată în districtul Brezno din regiunea Banská Bystrica. Localitatea se află la altitudinea de 425 m deasupra n.m., se întinde pe o suprafață de 24 km2 și în 2017 număra 1.790 de locuitori.

## Istoric
Localitatea Nemecká este atestată documentar din 1281.

## Demografie
| An:                | 1994 | 2004   | 2014   | 2024   |
| ------------------ | ---- | ------ | ------ | ------ |
| Număr de persoane: | 1708 | 1813   | 1826   | 1691   |
| Diferență:         |      | +6,14% | +0,71% | −7,39% |

| An:                | 2023 | 2024   |
| ------------------ | ---- | ------ |
| Număr de persoane: | 1694 | 1691   |
| Diferență:         |      | −0,17% |